# Barney Bear
Barney Bear fue una serie de dibujos animados producida por Metro-Goldwyn-Mayer; conocida en español como El Oso Barney. El personaje principal era un oso antropomórfico que lo único que buscaba era paz y tranquilidad para poder dormir.

## Historia
Fue creado para Metro-Goldwyn-Mayer por el director Rudolf Ising, quien se basó en Wallace Beery e incluso en él mismo para la creación del personaje. Barney Bear tuvo su primera aparición en The Bear Who Couldn't Sleep en 1939, y para 1941 ya tenía su propia serie, recibiendo una nominación al Óscar por el cortometraje de 1941 The Rookie Bear. Ising dejó el estudio en 1943. 
El diseño original de Ising contenía un gran número de detalles: bastante pelaje, ropa arrugada, y seis cejas; a medida que la serie progresaba, el diseño fue cambiando. Los trabajos de Lah tenían algunas similitudes con los de Tex Avery, debido a que Lah trabajó como animador y codirector de los cortometrajes de Avery. Avery nunca dirigió un cortometraje de Barney. Los últimos cortometrajes originales fueron realizados en 1954, a cargo de Dick Lundy
Barney Bear no volvió a aparecer hasta la serie The Tom and Jerry Comedy Show de Filmation en 1980.
Barney Bear hace otra aparición en las películas Tom and Jerry: Robin Hood and His Merry Mouse en 2012 y Tom and Jerry's Giant Adventure en 2013.

## Doblaje
- Billy Bletcher, Paul Frees (cortos animados de la Metro Goldym Mayer - Estados Unidos)
- Richard McGonagle (Tom and Jerry's Giant Adventure)
- Arturo Fernández, Francisco Colmenero (algunos cortos - México)

## Cortometrajes
Dirigidos por Rudolf Ising
- The Bear That Couldn't Sleep (10 de junio de 1939)
- The Fishing Bear (20 de enero de 1940)
- The Prospecting Bear (8 de marzo de 1941)
- The Rookie Bear (17 de mayo de 1941)
- The Flying Bear (1 de noviembre de 1941)
- The Bear and the Beavers (28 de marzo de 1942)
- Wild Honey (7 de noviembre de 1942)
- Barney Bear's Victory Garden (26 de diciembre de 1942)
- Bah Wilderness (13 de febrero de 1943)
- Barney Bear and the Uninvited Pest (17 de julio de 1943)

Dirigidos por George Gordon
- Bear Raid Warden (9 de septiembre de 1944)
- Barney Bear's Polar Pest (30 de diciembre de 1944)
- The Unwelcome Guest (17 de febrero de 1945)

Supervisados por William Hanna y Joseph Barbera
- The Bear and the Bean (30 de enero de 1948)

Dirigidos por Preston Blair y Michael Lah
- The Bear and the Hare (26 de junio de 1948)
- Goggle Fishing Bear (15 de enero de 1949)

Dirigidos por Dick Lundy
- The Little Wise Quacker (8 de noviembre de 1952)
- Busybody Bear (20 de diciembre de 1952)
- Barney's Hungry Cousin (31 de enero de 1953)
- Cobs and Robbers (14 de marzo de 1953)
- Heir Bear (30 de mayo de 1953)
- Wee-Willie Wildcat (20 de junio de 1953)
- Half-Pint Palomino (26 de septiembre de 1953)
- The Impossible Possum (20 de marzo de 1954)
- Sleepy-Time Squirrel (19 de junio de 1954)
- Bird-Brain Bird Dog (31 de julio de 1954)

Tom and Jerry Comedy Show
- The Incredible Droop (25 de octubre de 1980)
- Scared Bear (1 de noviembre de 1980)
- A Day at the Bakery (4 de abril de 1981)